# 花殿町
花殿町（はなどのちょう）とは、宮崎県宮崎市内の地名。中央西地域自治区に属している。郵便番号は880-0025。2023年現在、住居表示実施地域である。

## 地理
宮崎市の中心部、中央西地域自治区に属す。区域の大部分が宮崎大学花殿キャンパス（教育学部附属学校園の一部）となっているほか、東部は住宅街となっている。
北を船塚1丁目、東を原町、南を中津瀬町、西を和知川原1丁目と接する。

## 歴史
- 1927年 - 大字上別府・大字下北方の一部をもって花殿町が成立
- 1969年 - 花殿町の一部をもって西池町が成立。
- 1973年 - 花殿町の一部をもって和知川原が成立。

## 世帯数と人口
2023年（令和5年）8月1日現在の世帯数と人口は以下の通りである。
| 町丁   | 世帯数  | 人口  |
| ------ | ------- | ----- |
| 花殿町 | 212世帯 | 419人 |

## 小・中学校の学区
市立小・中学校に通う場合、学区は以下の通りとなる。
| 町名   | 小学校             | 中学校               |
| ------ | ------------------ | -------------------- |
| 花殿町 | 宮崎市立西池小学校 | 宮崎市立宮崎西中学校 |

## 交通

### バス
宮交グループの運営するバスが営業している。

## 施設
- 宮崎大学花殿キャンパス（教育学部附属学校園）
  - 宮崎大学教育学部附属小学校
  - 宮崎大学教育学部附属中学校